# Nigeria Professional Football League
Die Nigeria Professional Football League (NPFL), vormals auch Nigeria Premier League (NPL), ist die höchste Spielklasse für Fußball in Nigeria.

## Geschichte
Der erstmals 1972 noch unter dem Namen Premier League ausgespielte Wettbewerb wird von der Nigeria Football Association organisiert. Nach verschiedenen Änderungen des Modus spielen zurzeit 20 Mannschaften um den Meistertitel. Zweithöchste Spielklasse ist die zweigeteilte Division 1. Seit 1990 ist der Spielbetrieb professionalisiert.
Seit 2002 hat die Liga einen Hauptsponsor und nennt sich offiziell Globacom Premier League. Nach der Saison 2006 wurde eine Angleichung des Spielplans an die Europäischen Ligen vorgenommen. So rücken die Spiele näher zusammen, fangen im August an und gehen bis Mai.

### Modusgeschichte
- 1972 bis 1985: unbekannt
- 1986: In einem Kalenderjahr spielten zwölf Klubs den Meister aus.
- 1987 bis 1988: unbekannt
- 1989: Mit vierzehn Teams startete die Spielzeit 1989. Nach Hin- und Rückrunde stand der Titelträger fest.
- 1990: Sechzehn Mannschaften spielten ab 1990, ohne sich für eine Finalrunde qualifizieren zu müssen, den Meister aus. Bei einem Sieg erhielt der Gewinner drei Punkte, bei torlosem Unentschieden einen und bei Unentschieden mit Trefferanzahl zwei Punkte. Der Verlierer blieb punktelos. Absteiger gab es keine.
- 1991 bis 1993: Sechzehn Mannschaften spielten zwischen 1991 und 1993, ohne sich für eine Finalrunde qualifizieren zu müssen, den Meister aus. Die zwei schlechtesten Teams wurden nach Ablauf einer Saison zweitklassig und durch zwei Aufsteiger ersetzt. Bei einem Sieg erhielt der Gewinner drei Punkte, bei torlosem Unentschieden einen und bei Unentschieden mit Trefferanzahl zwei Punkte. Der Verlierer blieb punktelos.
- 1994: Siebzehn Vereine spielten 1994, ohne sich für eine Finalrunde qualifizieren zu müssen, den Meister aus. Die zwei schlechtesten Teams wurden nach Ablauf einer Saison zweitklassig und durch zwei Aufsteiger ersetzt. Bei einem Sieg erhielt der Gewinner drei Punkte, bei torlosem Unentschieden einen und bei Unentschieden mit Trefferanzahl zwei Punkte. Der Verlierer blieb punktelos.
- 1995: Sechzehn Teams spielten 1995, ohne sich für eine Finalrunde qualifizieren zu müssen, den Meister aus. Die zwei schlechtesten Teams wurden nach Ablauf einer Saison zweitklassig und durch zwei Aufsteiger ersetzt. Bei einem Sieg erhielt der Gewinner drei Punkte, bei Unentschieden einen Punkt. Der Verlierer blieb punktelos.
- 1996 bis 1997: Achtzehn Klubs spielten zwischen 1996 und 1997, ohne sich für eine Finalrunde qualifizieren zu müssen, den Meister aus. Die zwei schlechtesten Teams wurden nach Ablauf einer Saison zweitklassig und durch zwei Aufsteiger ersetzt.
- 1998: Achtzehn Mannschaften spielten 1998, ohne sich für eine Finalrunde qualifizieren zu müssen, den Meister aus. Die vier schlechtesten Teams wurden nach Ablauf einer Saison zweitklassig und durch vier Aufsteiger ersetzt.
- 1999: Zur Saison 1999 gingen achtzehn Teams auf Titeljagd. Die Mannschaften auf den letzten vier Rängen standen nach Ablauf als Absteiger fest. Die vier besten in der Liga spielten ebenfalls nach drei Begegnungen für jeden Klub im Top-4 Championship den Meister aus.
- 2000: Insgesamt siebzehn Teams spielten um den Meistertitel. Die Mannschaften auf den letzten drei Plätzen standen nach Ablauf als Absteiger fest. Die vier besten in der Liga spielten ebenfalls nach drei Begegnungen für jeden Klub im Top-4 Championship den Meister aus.
- 2001: Während der Saison 2001 waren sechzehn Mannschaften in der ersten Liga. Die Plätze 13 bis 16 waren die Abstiegsränge, während sich die Teams von Platz eins bis vier für die Finalrunde qualifizierten. Die vier Absteiger hatten allerdings in Relegationsspielen die Möglichkeit auf den Verbleib in der Liga. Die beiden Zweitligaaufsteiger mussten gegen die vier schlechtesten Mannschaften der ersten Liga in zwei Gruppen antreten. Nach drei Spieltagen in jeder Gruppe standen die beiden Absteiger fest.

Die vier besten in der Liga spielten ebenfalls nach drei Begegnungen für jeden Klub im Top-4 Championship den Meister aus.
- 2002 bis 2005: Zwischen Februar und Dezember wurde die Meisterschaft ausgespielt. Die Teams spielten innerhalb einer Liga. Nach Hin- und Rückbegegnung war der Kampf um die Meisterschaft entschieden. Insgesamt zwanzig Teams spielten in diesem Modus. Zudem übernahm das nationale Kommunikationssystem Globacom 2002 die Namensrechte an der Liga
- 2006 bis 2007: In zwei Gruppen (A und B) spielten je zehn Mannschaften in Hin- und Rückspiel gegeneinander. Die jeweils beiden letzten jeder Staffel standen als Absteiger fest. Die beiden ersten jeder Gruppe qualifizierten sich für die Finalrunde bzw. Super League. Dort spielten sie nach drei Spieltagen (ohne Hin- und Rückspiel) den Meister aus. Die Saison lag innerhalb eines Kalenderjahres.
- Seit 2007: Eine Staffel mit 20 Mannschaften, die im Modus jeder gegen jeden nach Hin- und Rückpartie den Titel ausspielen. Die Saison dauert von August eines Jahres bis Mai des Folgejahres. Erste Spielzeit in diesem Modus war 2007/08. Die vier letzten Teams steigen ab.
- 2019: Nachdem die Meisterschaft 2018 nach dem 24. Spieltag abgebrochen wurde, spielen 2019 in zwei Gruppen (A und B) je zwölf Mannschaften in Hin- und Rückspiel gegeneinander. Die jeweils vier letzten jeder Staffel standen als Absteiger fest. Die drei ersten jeder Gruppe qualifizierten sich für die Finalrunde. Dort spielten sie in einem Turnier den Meister aus.

## Aktuelle Saison 2023/24
| Mannschaft        | Standort      | Stadion                                |
| ----------------- | ------------- | -------------------------------------- |
| Abia Warriors FC  | Umuahia       | Umuahia Township Stadium               |
| Akwa United       | Uyo           | Godswill Akpabio International Stadium |
| Bayelsa United    | Yenagoa       | Yenagoa Township Stadium               |
| Bendel Insurance  | Benin City    | Uniben Sport Complex                   |
| Doma United FC    | Gombe         | Pantami Township Stadium               |
| Enugu Rangers     | Enugu         | Nnamdi-Azikiwe-Stadion                 |
| FC Enyimba        | Aba           | Enyimba-International-Stadion          |
| Gombe United FC   | Gombe         | Pantami Township Stadium               |
| Heartland FC      | Owerri        | Dan-Anyiam-Stadion                     |
| Kwara United FC   | Ilorin        | Kwara State Stadium                    |
| Kano Pillars      | Kano          | Sani-Abacha-Stadion                    |
| Katsina United FC | Katsina       | Muhammadu Dikko Stadium                |
| Lobi Stars        | Makurdi       | Aper-Aku-Stadion                       |
| Niger Tornadoes   | Minna         | Kwara State Stadium                    |
| Plateau United    | Jos           | Jos International Stadium              |
| Remo Stars FC     | Ikenne        | Remo Stars Stadium                     |
| Rivers United FC  | Port Harcourt | Adokiye Amiesimaka Stadium             |
| Shooting Stars FC | Ibadan        | Lekan-Salami-Stadion                   |
| Sporting Lagos FC | Lagos         | Onikan-Stadion                         |
| Sunshine Stars FC | Akure         | Akure Township Stadium                 |

## Gewinner der Premier League
- 1972: Mighty Jets FC (Jos)
- 1973: Bendel Insurance (Benin City)
- 1974: Enugu Rangers (Enugu)
- 1975: Enugu Rangers (Enugu)
- 1976: Shooting Stars FC (Ibadan)
- 1977: Enugu Rangers (Enugu)
- 1978: Racca Rovers (Kano)
- 1979: Bendel Insurance (Benin City)
- 1980: Shooting Stars FC (Ibadan)
- 1981: Enugu Rangers (Enugu)
- 1982: Enugu Rangers (Enugu)
- 1983: Shooting Stars FC (Ibadan)
- 1984: Enugu Rangers (Enugu)
- 1985: New Nigeria Bank (Benin City)
- 1986: Leventis United (Ibadan)
- 1987: Iwuanyanwu Nationale (Owerri)
- 1988: Iwuanyanwu Nationale (Owerri)
- 1989: Iwuanyanwu Nationale (Owerri)
- 1990: Iwuanyanwu Nationale (Owerri)
- 1991: Julius Berger FC (Lagos)
- 1992: Stationery Stores (Lagos)
- 1993: Iwuanyanwu Nationale (Owerri)
- 1994: BCC Lions (Gboko)
- 1995: Shooting Stars FC (Ibadan)
- 1996: Udoji United (Awka)
- 1997: Eagle Cement (Port Harcourt)
- 1998: Shooting Stars FC (Ibadan)
- 1999: Lobi Stars (Makurdi)
- 2000: Julius Berger FC (Lagos)
- 2001: Enyimba FC (Aba)
- 2002: Enyimba FC (Aba)
- 2003: Enyimba FC (Aba)
- 2004: Dolphins FC (Port Harcourt)
- 2005: Enyimba FC (Aba)
- 2006: Ocean Boys FC (Brass)
- 2007: Enyimba FC (Aba)
- 2008: Kano Pillars (Kano)
- 2009: Bayelsa United FC (Yenagoa)
- 2010: Enyimba FC (Aba)
- 2011: Dolphins FC (Port Harcourt)
- 2012: Kano Pillars (Kano)
- 2013: Kano Pillars (Kano)
- 2014: Kano Pillars (Kano)
- 2015: Enyimba FC (Aba)
- 2016: Enugu Rangers (Enugu)
- 2017: Plateau United FC (Jos)
- 2018: Meisterschaft abgebrochen
- 2019: Enyimba FC (Aba)
- 2020: Meisterschaft abgebrochen
- 2020/21: Akwa United
- 2021/22: Rivers United FC
- 2022/23: Enyimba FC
- 2023/24: Enugu Rangers
- 2024/25: Remo Stars